# کورا (شخصیت)
آواتار کورا (به انگلیسی: Avatar Korra) یک شخصیت خیالی اصلی در مجموعهٔ پویانمایی تلویزیونی افسانه کورا نیکلودئون (دنباله ای بر آواتار: آخرین بادافزار) است که در آن او به عنوان تجسم فعلی اوتار راوا – تجسم روحی تعادل و تغییر – که مسئول حفظ صلح و هماهنگی در جهان است به تصویر کشیده شده‌است. او تناسخ نزدیکی از آواتار آنگ (شخصیت عنوان و قهرمان سریال اصلی) است. این شخصیت توسط مایکل دانته دی‌مارتینو و برایان کونیتزکو خلق شد و جانت وارنی صداپیشگی آن را بر عهده داشت و کورا بیکر در کودکی صداپیشگی آن را بر عهده داشت.
کورا در اولین قسمت افسانه کورا، «به شهر جمهوری خوش‌آمدید»، که در ابتدا در ۱۴ آوریل ۲۰۱۲ از نیکلودئون پخش شد، شروع به کار کرد. در شروع سریال، او پس از رسیدن به شهر جمهوری با بولین و ماکو ملاقات می‌کند، جایی که برای اولین بار استقلال را پس از گذراندن یک زندگی منزوی تمرینی، به رهبری انجمن نیلوفر سفید، تجربه می‌کند.